# Serie A1 (hockey su prato maschile)
La Serie A1 è il secondo livello del campionato italiano di hockey su prato maschile. La categoria, nota in passato come Serie A2, ha assunto l'attuale denominazione a seguito della riforma dei campionati introdotta nella stagione 2022-2023.
Vi partecipano 12 club ripartiti in due gironi da 6 squadre ciascuno. Si compone di una stagione regolare in cui i club si affrontano in un girone all'italiana con partite di andata e ritorno. Le squadre classificate al 1º posto di ciascun girone in classifica al termine della fase regolare vengono promosse in Serie A Élite nella stagione successiva. Le squadre classificate all'ultimo posto di ciascun girone al termine della fase regolare retrocedono in Serie A2 nella stagione successiva.

## Squadre della Serie A1 2023-2024

### Girone A
| Squadra           | Città                   | Nome Stadio          |
| ----------------- | ----------------------- | -------------------- |
| HT Bologna        | Bologna, Emilia-Romagna | Campo Barca          |
| Bondeno           | Bondeno, Emilia-Romagna | Campo Andrea Giatti  |
| CUS Cagliari      | Cagliari, Sardegna      | Campo CUS Cagliari   |
| HC Potenza Picena | Potenza Picena, Marche  | Stadio San Girio     |
| Roma              | Roma, Lazio             | Stadio Cipriano Zino |
| HT Sardegna       | Uras, Sardegna          | Stadio Comunale      |

### Girone B
| Squadra        | Città                        | Nome Stadio              |
| -------------- | ---------------------------- | ------------------------ |
| Bonomi         | Castello d'Agogna, Lombardia | Stadio Comunale          |
| CUS Padova     | Padova, Veneto               | Campo CUS Padova         |
| CUS Pisa       | Pisa, Toscana                | Stadio Stefano Messerini |
| Juvenilia Uras | Uras, Sardegna               | Campo Maxia              |
| Superba HC     | Genova, Liguria              | Campo Arnaldi            |
| Valverde       | Valverde, Sicilia            | Campo Comunale Dusmet    |